# A12 (míssil)

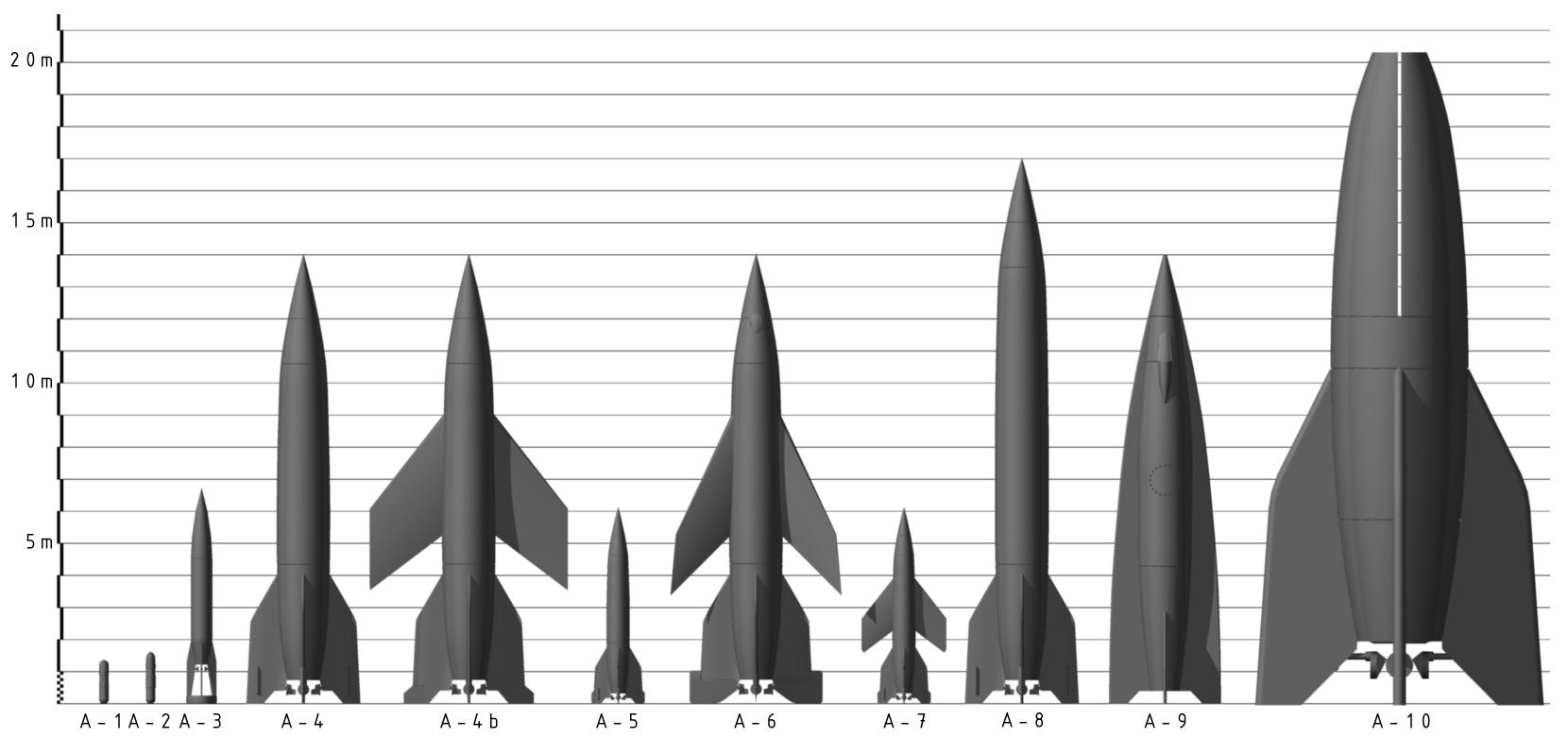
Primeiros foguetes da família A.

Agregado-12, em alemão: Aggregat-12, literalmente Agregado-12, ou simplesmente Montagem-12, foi a designação de um projeto da série Aggregat, teria sido um veículo lançador, sendo capaz de levar cerca de 10 toneladas métricas até uma órbita terrestre baixa. O A-12 nunca foi construído.

## Parâmetros do A-12 planejado
Estimava-se que o A-12 fosse ter um pesso na decolagem de 3.500 toneladas métricas, um empuxo de 10.000.000 kgf (100 MN), um diâmetro de 11 m, uma envergadura de 23 m e um comprimento de 33 m. O A-12 era similar aos projetos e desenhos iniciais dos foguetes Saturno.